# インドネシア高速鉄道

インドネシア ジャワ島の高速鉄道計画

インドネシア高速鉄道 (インドネシア語: Kereta kecepatan tinggi di Indonesia) は、インドネシアのジャワ島で運行、および計画されている高速鉄道の総称である。
首都ジャカルタからバンドン、チルボンを経由し、スラバヤまでの路線が計画されている。チルボン・スラバヤ間は、ジョグジャカルタ、スラカルタを通る南ルートと、スマランを通る北ルートが検討されている。
2023年10月、ジャカルタ・バンドン高速鉄道が開業した。インドネシアの首都ジャカルタと西ジャワ州バンドン間140 kmを結び、東南アジア、南半球において最初に開通した高速鉄道である。

## 建設計画
2015年7月にインドネシア政府がジャワ島における高速鉄道計画を発表した。
日本および中国が高速鉄道システムの売り込みを行い、競争入札となった。インドネシア政府は2015年9月3日、高速鉄道計画の撤回を発表し、入札を白紙化したが、直後の9月29日、財政負担を伴わない中国案の採用を決定した。
2015年9月の落札時点では、2015年に着工し2019年に開業する予定とされていたが、起工式は2016年1月21日にずれ込んだ。

### 日本案

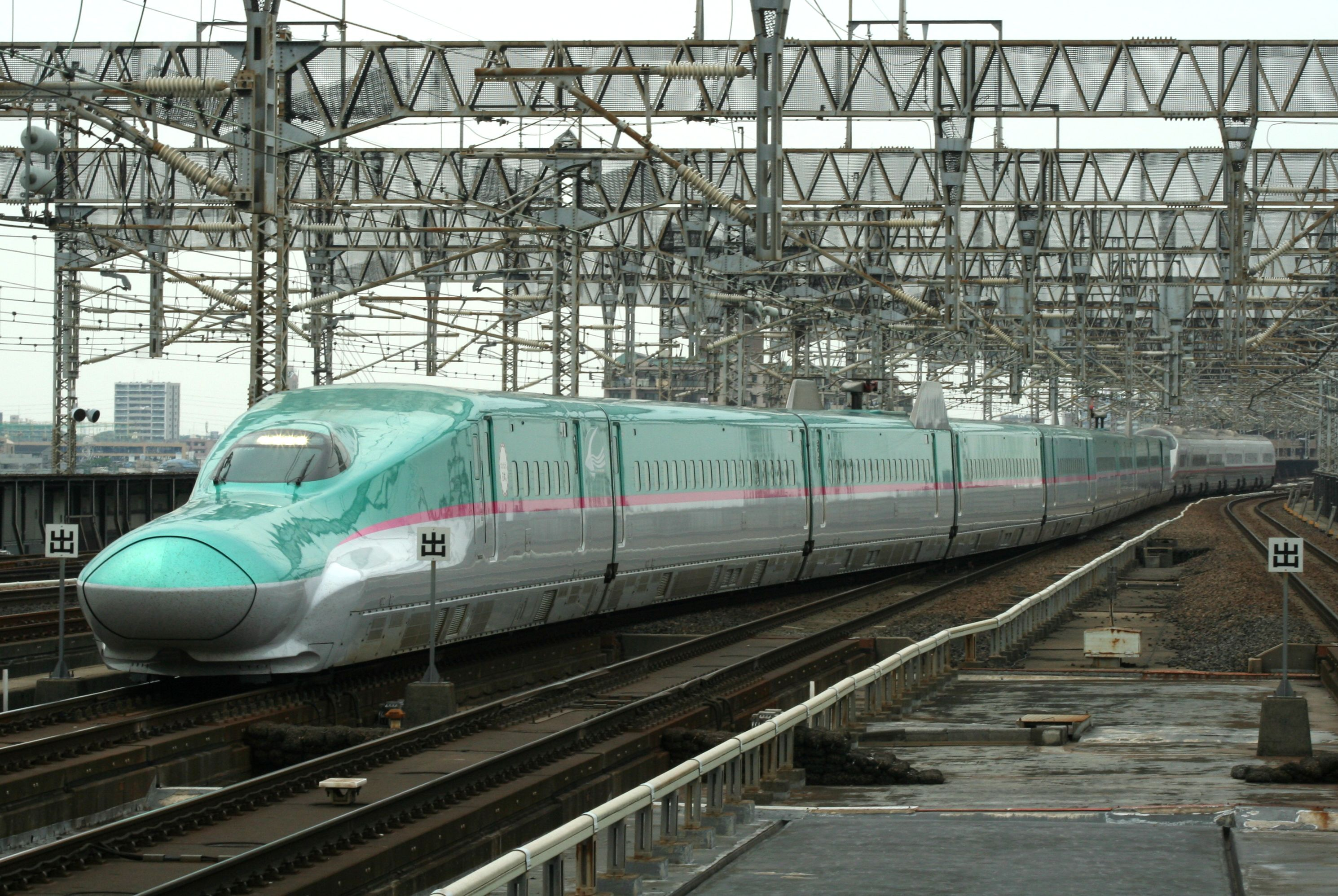
日本の新幹線E5系電車

2008年より、日本はインドネシアに対し新幹線の輸出を働きかけていた。2009年には、ジャカルタ - スラバヤ間730 kmを時速300 kmで結ぶ高速鉄道計画のフィジビリティスタディが行われた。当区間はインドネシアで最も人口密度が高い区間であり、旅客および貨物輸送において慢性的な渋滞が発生している。国際協力機構により、高速鉄道の建設費を円借款による低金利の融資で賄うことが提案された。
新提案では複数の期間に分けて建設することになった。第一期はジャカルタ - バンドン間150 kmを35分で結ぶ計画となり、建設費は50兆ルピアとされた。2014年1月、国際協力機構は詳細な事業化調査を開始した。
当初、日本案は有利であるとみられていた。2014年10月にスシロ・バンバン・ユドヨノが任期満了で大統領を退任し、新たにジョコ・ウィドドを大統領とする政権に代わると、2015年1月、ジョコ政権は高速鉄道計画を費用がかかりすぎるとして中止を表明した。
それでも日本案の有利は揺るがないと見られていたが、2015年3月に中国が受注競争に参加することを表明した。
2015年3月、ジョコ大統領は東京と北京を訪問。3月22日から25日までの東京滞在期間中、日本の安倍晋三首相と会談を行い、ジャカルタの都市鉄道路線ネットワークにおいて日本の支援を得ることで合意をしたが、高速鉄道計画においては進展が見られなかった。

### 中国案

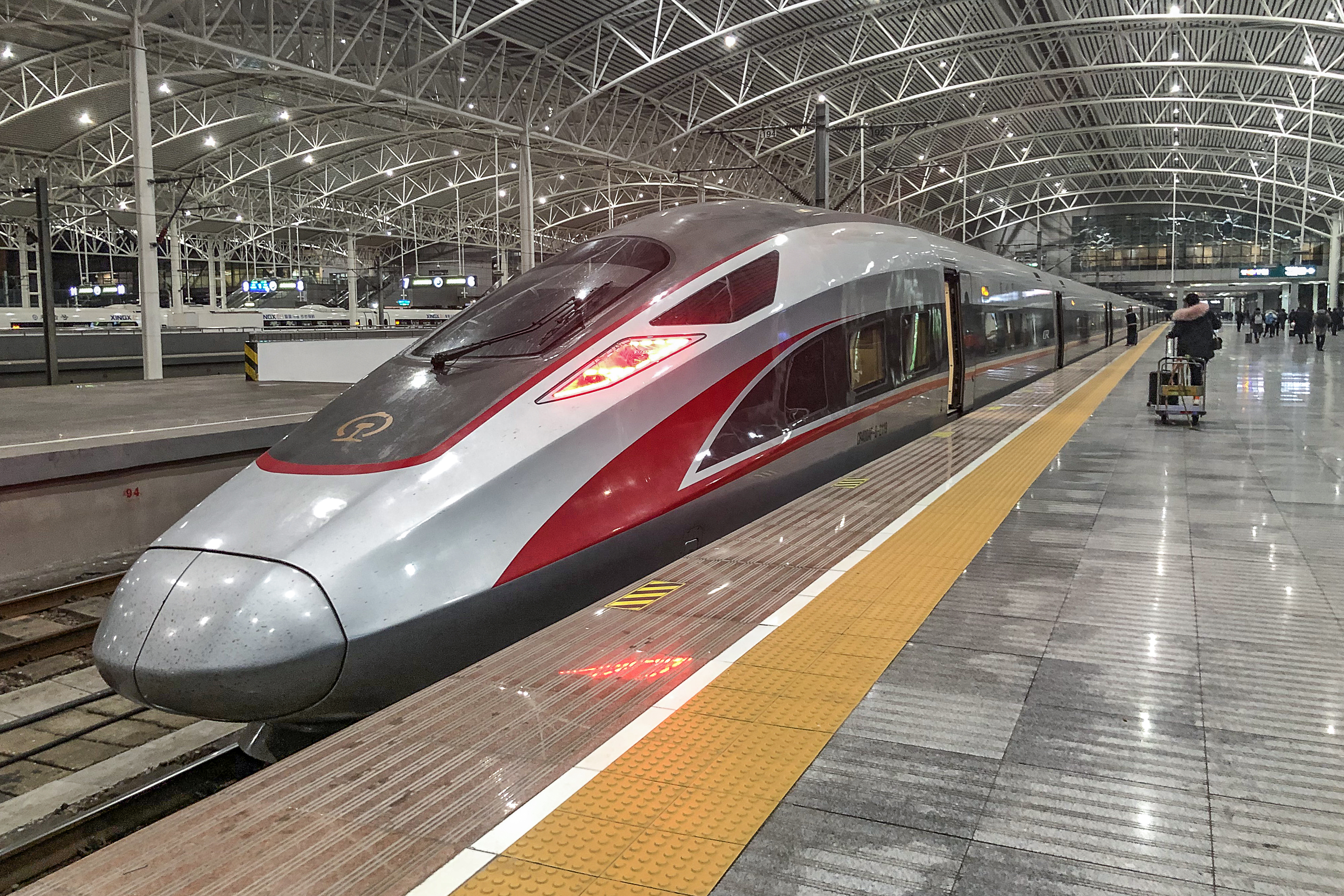
中国の高速鉄道復興号系列CR400AF

2015年3月26日、ジョコ大統領が北京を訪問し、中国の習近平国家主席（総書記）と会談を行った。中国側はインドネシア高速鉄道計画への支援を大々的に発表した。
2015年4月、中国はインドネシア高速鉄道計画の入札を表明し、バンドン会議（アジア・アフリカ会議）60周年記念首脳会議に出席するためにインドネシアを訪問した習近平国家主席とジョコ大統領は会談後に高速鉄道計画の協力文書の調印に立ち会った。
2015年7月、インドネシア政府はジャカルタ - バンドン間の高速鉄道建設計画において競争入札を行うことを発表した。2015年8月、中国はジャカルタのショッピングモールにおいて高速鉄道技術展示会を行った。
日本案と中国案の競争は熾烈なロビー活動に及んだ。高速鉄道計画の受注は経済的理由に留まらず、東南アジアにおける両国の戦略的影響力を競うものとなっていた。

### 一時的計画凍結
ジョコ大統領は9月上旬に高速鉄道計画の落札者を発表するものと見られていた。しかし、9月3日、インドネシア政府は高速鉄道計画の凍結を発表し、代替案としてより費用の安い低速鉄道に計画変更すると発表した。
ジョコ大統領は、政府対政府のアプローチではなく、民間対民間のアプローチを歓迎し、インドネシア政府による財政支出や債務保証を望まないと述べた。この発表後、中国は水面下でのアプローチを続けたとみられる。

### 中国案の落札
9月中旬、中国は新提案を提出した。新提案ではインドネシア政府の要望に全面的に応え、インドネシア政府の財政支出や債務保証を必要としない計画とされた。9月29日、インドネシア政府は中国案の採用を発表した。採算を考慮してあくまでも政府による債務保証に拘った日本案と明暗が分かれた。中国側はインドネシアのために競争的な融資パッケージを用意し、その結果が功を奏して日本に勝ったとみられる。
日本の菅義偉官房長官は、「経緯について理解しがたい。極めて遺憾」と述べた。リニ・スマルノ国営企業相によると、財政的な理由により、日本案とは違い財政支出や債務保証を求めない中国案を採用することを決定した。
中国案の採用は、同時に中国側が計画の採算面でのリスクを引き受けることを意味する。
中国側がリスクを引き受けるのは、アジアにおけるインフラ計画に対する中国の見方を表す。インドネシアにおいて合弁会社を設立し、高速鉄道だけでなく、都市鉄道、路面電車（LRT）などにおいても車両の輸出を目論む一方、インドネシア以外のアジア諸国に対するアピールにもなる。今回の入札において、リスクを中国側に引き受けさせることに成功したインドネシアが最大の勝者であるという見方もあった。

## インドネシア中国高速鉄道
2015年8月、インドネシア高速鉄道の建設において、中国鉄建(CRCC)はインドネシア国有企業連合との合弁会社「インドネシア中国高速鉄道（KCIC）」を設立した。
計画費用は80兆ルピア（55億米ドル）に達すると見られている。そのうち、中国の国家開発銀行は75%の融資を行う。合弁会社の出資比率はCRCCが過半数をとり、インドネシア国有企業連合は30%、インドネシアの民間企業が数%となる。

### 建設工事
2016年1月21日、合弁会社などはバンドンで起工式を開催した。2018年末までに工事を終了させる予定に変更がないと関係者はコメントし、建設認可も「事務処理を残すのみ」としていた。しかし、起工式から約1か月が経過した時点でも着工しなかった。これは中国側からの書類提出が完了しておらず、提出された書類も大半が中国語で審査が進んでいないことが要因という。また、中国側はインドネシア政府に当初の条件とは異なり、債務保証を求めてきているとも報じられた。
1年たった2017年1月末は、土地価格の高騰や民間工業団地の移転補償問題、不法占拠に対する立ち退き交渉の難航などで土地収用は85％にとどまり、中国側の融資の条件である高速鉄道用地の全区間確保が出来ていないため本格着工が行われず、地元業者による自己資金による整地工事のみが行われている状態とされる。
2018年、インドネシア政府閣僚は、完成が2024年以降になる可能性を述べた。一方、国営企業社長は2021年に完成予定としていた。
2020年、インドネシア政府は、新型コロナウイルス流行の影響で建設工事が止まっていることなどで、高速鉄道の建設工期が2022年9月まで延長される見通しを明らかにし、さらに高速鉄道の延伸で日本に協力を要請することを明らかにした（これについて2023年四方敬之内閣広報官が、異なる国の技術を混ぜ合わせることはプロジェクトを複雑にする可能性があると指摘し「中国の高速鉄道プロジェクトに責任を持つことはできない。問題が発生したとなればなおさらだ」と述べた）。
2020年9月、合弁会社は建設の進捗が60％、用地取得が100％に達し、2021年に完成予定ということを明らかにした。
2021年、進捗率が79%まで進む。
2022年9月、高速鉄道の車両がインドネシアに到着。
2022年12月、建設工事現場で機関車が脱線、2名が死亡する事故が起きた(id:Kecelakaan proyek Kereta Cepat Jakarta–Bandung 2022)。

## ジャカルタ・バンドン高速鉄道
ジャカルタ・バンドン高速鉄道 (インドネシア語: Kereta Cepat Jakarta Bandung (KCJB), 英語: Jakarta-Bandung High Speed Railway) は、2023年10月2日、東ジャカルタ市のハリム駅と、バンドン県のテガルアール駅の間で開業した。
愛称のWhooshは、インドネシア語の"Waktu Hemat"（時間節約）、"Operasi Optimal"（最適運転）、"Sistem Hebat"（素晴らしいシステム）の頭文字から取られたものである。正式には「ウーシュ」と発音し、高速鉄道の走行音から発想を得たとジョコ大統領は説明した。一説では建設現場で中国人労働者がよく使っていた掛け声「ウッス」に由来し、Whooshの公式SNSでも「ウッス」と読むとされている。

### 車両
中国高速鉄道CR400AF型電車を基にしたKCIC 400AF型が導入された。8両編成が11本、88両が導入された。1編成あたりファーストクラス(18席) 、ビジネスクラス(28席)、プレミアム・エコノミークラス(555席)の3種類、合計601席がある。

### 運行
- 1日あたり約20往復が運行されている[38]。
- ハリムからテガルアールまでの所要時間は46分。

### 駅一覧
| 駅名                   | 距離      | 所在地                              | 座標                                                              | 備考                                              |
| ---------------------- | --------- | ----------------------------------- | ----------------------------------------------------------------- | ------------------------------------------------- |
| ハリム Halim           | 0.00 km   | ジャカルタ首都特別州 東ジャカルタ市 | 南緯6度14分44秒 東経106度53分4秒 / 南緯6.24556度 東経106.88444度  | ジャボデベックLRT ブカシ線 ドゥクアタス方面に接続 |
| カラワン Karawang      | 41.17 km  | 西ジャワ州 カラワン県               | 南緯6度21分53秒 東経107度13分9秒 / 南緯6.36472度 東経107.21917度  |                                                   |
| パダララン Padalarang  | 97.22 km  | 西ジャワ州 西バンドン県             | 南緯6度50分31秒 東経107度29分47秒 / 南緯6.84194度 東経107.49639度 | KCJBフィーダー線 バンドン駅方面に接続             |
| テガルアール Tegalluar | 142.80 km | 西ジャワ州 バンドン県               | 南緯6度57分49秒 東経107度42分54秒 / 南緯6.96361度 東経107.71500度 |                                                   |

バンドン市内中心部へは直接乗り入れていないため、パダララン駅で在来線のKCJB接続線に乗り換える必要がある。